# 国家人民軍記念日
国家人民軍記念日(Tag der Nationalen Volksarmee)は、ドイツ民主共和国（東ドイツ）の祝日。1956年3月1日、兵営人民警察から国家人民軍への改組が完了し、東ドイツにおける公的な再軍備が完了した。1957年、3月1日はこれを記念する国家人民軍記念日と定められた。
毎年、国家人民軍による大規模な軍事パレードが催された他、その他の企業や学校でも始業前に記念式典が行われた。またこの日には軍事教練の強化も行われ、ハンス・バイムラー競技会(Hans-Beimler-Wettkämpfe)として知られるピオネールの演習も行われた。
2月23日のソ連邦軍記念日から始まる、いわゆる「武装同胞週間」(Woche der Waffenbrüderschaft)の最終日に当る。